# Vincenzo Vitale
Vincenzo Vitale (Napoli, 13 dicembre 1908 – Napoli, 21 luglio 1984) è stato un pianista e didatta italiano.

## Biografia
Dopo aver iniziato gli studi musicali a Napoli con Attilio Brugnoli, si diplomò in pianoforte nel 1932 all'École Normale de Musique di Parigi, città nella quale proseguì gli studi musicali con Alfred Cortot. Fu anche allievo di Florestano Rossomandi. Al suo ritorno in Italia si concentrò fin da giovane in modo particolare sull'attività didattica, insegnando nei Conservatori di Udine, Palermo, Napoli (dal 1942 al 1970) e Roma. I brillanti successi delle sue innovazioni nel campo della tecnica pianistica lo resero rapidamente celebre nel mondo; come conseguenza di ciò Vitale fu chiamato a tenere corsi anche all'estero (presso l'Università dell'Indiana, negli Stati Uniti d'America), e in diverse città italiane, come Venezia, Siena ed Imola. Paul Hindemith lo scelse come interprete di alcune sue composizioni.
Nel 1944 Vitale fondò l'Orchestra napoletana da camera, e fino al 1957 curò l'edizione della Gazzetta musicale di Napoli.
Si adoperò per divulgare musiche poco note di importanti autori pianistici italiani, in particolare Domenico Scarlatti, Muzio Clementi e Giuseppe Martucci. Collaborò inoltre con molte associazioni musicali (tra cui l'Associazione A. Scarlatti, di cui fu vice-direttore) e ricevette importanti riconoscimenti, come la Medaglia d'oro del Ministero della Pubblica Istruzione nel 1968. Insieme a Paolo Denza, che fu suo collega al Conservatorio di Napoli, è considerato il più eminente rappresentante della cosiddetta "moderna scuola napoletana".
Per qualche anno, dalla sua fondazione, è stato il primo direttore del Conservatorio Domenico Cimarosa di Avellino.
In occasione del suo 40º anno di insegnamento "venne realizzato un album di 5 dischi (La scuola pianistica di Vincenzo Vitale) contenente interpretazioni di 20 suoi allievi, fra cui Michele Campanella, Bruno Canino,  Luigi Averna, Laura De Fusco, Sandro De Palma".

## La tecnica pianistica nell'insegnamento di Vincenzo Vitale
Le novità introdotte da Vitale nella didattica pianistica sono di tipo sia concettuale che puramente tecnico. L'idea fondamentale è quella che ogni caratteristica del suono percepito debba corrispondere univocamente (per l'orecchio allenato e sensibile) a un determinato gesto tecnico; ciò rende possibile il controllo di aspetti tecnici dell'esecuzione attraverso l'ascolto del suono. Fin dalle prime fasi dello studio del pianoforte, dunque, l'attenzione dell'allievo non era concentrata sulla messa in pratica di atteggiamenti tecnici prescritti a priori, ma sull'ascolto connesso col rilassamento muscolare.
Dal punto di vista puramente tecnico l'approccio di Vitale era appunto caratterizzato da una ricerca del rilassamento totale dei muscoli della spalla, del braccio e dell'avambraccio, sull'elasticità del polso, e sull'utilizzazione del peso che, muovendo appunto dalla "catena" spalla-braccio-avambraccio-mano andava a scaricarsi sulle dita, evitando qualsiasi irrigidimento della mano, dovuto al tentativo di "articolare" artificiosamente le dita a mo' di "martelletti" (secondo l'impostazione tradizionale allora diffusa se non prevalente). La tecnica pianistica insegnata da Vitale costituiva quindi una rielaborazione della "tecnica del peso", che era stata teorizzata tra la fine dell'Ottocento e gli inizi del Novecento da diversi studiosi e didatti, come Friedrich Adolf Steinhausen, Rudolf Breithaupt e altri. Al fine di sviluppare le caratteristiche menzionate Vitale raccomandava esercizi tecnici quotidiani, tratti sia dalla "Dinamica pianistica" di Attilio Brugnoli e dai lavori di Carl Tausig (che si sono imposti nella tradizione didattica italiana in gran parte grazie a lui), sia di propria invenzione.

## L'eredità
Molti sono gli allievi di Vincenzo Vitale, tra i quali Riccardo Muti, Laura De Fusco, Sandro De Palma, Luigi Averna, Maria Mosca, Loredana Marino,  Mariagrazia Primiceri, Clara e Ida Colucci, Marisa Somma, Hector Pell, Michele Campanella, Bruno Canino, Filippo Faes, Aldo Tramma, Franco Medori, Carlo Bruno, Francesco Nicolosi, Pietro Soraci, Roberto Cavalli, Vittorio Bresciani, Paolo Pollice, Francesco Martucci, Massimo Bertucci, Enrico Fagnoni, Carlo Alessandro Lapegna, Paolo Restani, Francesco Caramiello, Vito Reibaldi, i concertisti bulgari Ivan Drenikov e Alexander Hintchev, il compositore e direttore Francesco d'Avalos. In particolare il Conservatorio di San Pietro a Majella di Napoli ha potuto continuare la direzione tracciata dal Maestro, ancora molto viva e rilevante nel panorama musicale attraverso una seconda generazione di pianisti, allievi degli allievi di Vincenzo Vitale, che si distinguono nei circuiti internazionali concertistici e didattici, fra cui, Giovanni Alvino, Antonello Cannavale, Costantino Catena, Giovanni Gambardella (pianista, compositore, docente al conservatorio di Milano), Rosario Musino (didatta, pianista, compositore e direttore di orchestra), Vincenzo Sorrentino pianista e compositore di musica per film classe 1982.

### Opere di Vincenzo Vitale
- Vincenzo Vitale, Pianoforte. Martelletti e smorzatori, Napoli, 1975.
- Id., Il pianoforte a Napoli nell'Ottocento, Napoli, 1983.
- Id., Salvatore di Giacomo e la musica, Napoli, 1988.
- Id., Revisioni di musiche di compositori italiani del secolo XVIII.

### Letteratura secondaria
- Alberto Basso (a cura di), Dizionario enciclopedico universale della musica e dei musicisti, Torino, 1988, Utet, Le biografie: vol. VIII, voce "Vitale, Vincenzo".
- Pier Paolo De Martino, voce  "Vitale, Vincenzo" in Dizionario biografico degli italiani, vol. 99, Treccani, 2020.